# NeuOberschlesien
NeuOberschlesien – polski zespół muzyczny, wykonujący industrial metal, założony w lutym 2017 roku przez muzyków, którzy odeszli z grupy Oberschlesien. We wrześniu 2018 roku nastąpił rozpad zespołu.

## Historia
20 lutego 2017 roku na portalu Facebook pojawił się wpis, zgodnie z którym 8 lutego muzycy: Wojciech Jasielski, Łukasz Sztaba, Tomasz Andrzejewski i Adam Jurczyński, a także ekipa techniczna i menedżer podjęli uzasadnioną „głębokimi podstawami” decyzję o zakończeniu współpracy z perkusistą Marcelem Różanką, będącym założycielem zespołu Oberschlesien. Kilka dni później szeregi Oberschlesien opuścił wokalista Michał Stawiński i wraz z czterema dotychczasowymi muzykami grupy oraz perkusistą Filipem Oczkowskim założył nowy zespół o nazwie NeuOberschlesien. 
6 lipca 2017 roku zespół opublikował w internecie singel i teledysk „Fart”, z kolei 28 października zagrał w Kopalni Guido w Zabrzu koncert, na którym zaprezentował materiał z nowego albumu studyjnego przed jego oficjalnym wydaniem. 10 listopada 2017 roku grupa wydała album zatytułowany 3, z kolei dwa dni później do internetu trafił promujący go singel z teledyskiem „Mam dość”. Niedługo później zespół ruszył w promującą album trasę koncertową po całej Polsce. 22 lutego 2018 roku grupa zagrała koncert akustyczny w Muzycznym Studiu Polskiego Radia im. Agnieszki Osieckiej dla Programu Trzeciego Polskiego Radia.
12 września 2018 roku gitarzysta Tomasz Andrzejewski zamieścił na Facebooku wpis, w którym stwierdził, że zespół NeuOberschlesien przestał istnieć, za co odpowiedzialność ponosi „lider”. Dodał w nim także, że dalsze funkcjonowanie zespołu nie było możliwe w sytuacji, gdy „jego główny trzon ma problemy sam ze sobą”. Tego samego dnia na Facebooku pojawiło się również wspólne oświadczenie członków grupy, w którym poinformowali oni, że podjęli jednomyślną decyzję o zakończeniu działalności zespołu z powodu „spraw osobistych wokalisty”, co prawdopodobnie odnosiło się do zaangażowania Michała Stawińskiego w pracę jurora w emitowanym na Polsacie programie Śpiewajmy razem. All Together Now.

## Skład
Na podstawie.
Ostatni skład zespołu
- Michał Stawiński – wokal (2017–2018)
- Łukasz Sztaba – keyboard (2017–2018)
- Wojciech Jasielski – gitara basowa (2017–2018)
- Tomasz Andrzejewski – gitara (2017–2018)
- Adam Jurczyński – gitara (2017–2018)
- Filip Oczkowski – perkusja (2017–2018)

## Dyskografia
Albumy studyjne
| Rok  | Tytuł                                               | Pozycja na liście |
| Rok  | Tytuł                                               | POL               |
| ---- | --------------------------------------------------- | ----------------- |
| 2017 | 3 - Data: 10 listopada 2017 - Wydawca: S.P. Records | 47                |

Single
| Rok  | Tytuł      | Album |
| ---- | ---------- | ----- |
| 2017 | „Fart”     | 3     |
| 2017 | „Mam dość” | 3     |

Teledyski
| Rok  | Tytuł      | Reżyseria         | Album | Źródło |
| ---- | ---------- | ----------------- | ----- | ------ |
| 2017 | „Fart”     | Sławomir Pietrzak | 3     | [ 13 ] |
| 2017 | „Mam dość” | Sławomir Pietrzak | 3     | [ 14 ] |

## Notowane utwory
| Rok  | Tytuł    | Pozycja na liście | Album |
| Rok  | Tytuł    | Turbo Top         | Album |
| ---- | -------- | ----------------- | ----- |
| 2017 | ,,Fart'' | 1                 | 3     |
| 2017 | „Polska” | 1                 | 3     |